# Hủ tiếu Trung Hoa
Hủ tiếu Trung Hoa hay sa hà phấn (tiếng Trung: 沙河粉) hay hà phấn (tiếng Trung: 河粉) là một loại bánh canh sợi dẹt của Trung Quốc được làm từ gạo. Nó còn được gọi là sao phấn  (tiếng Trung: 炒粉; bính âm: chǎo fěn; Việt bính: caau2 fan2); có rất nhiều phiên âm khác dựa trên tiếng Quảng Đông, bao gồm ho fun, hofoen (phiên âm tiếng Hà Lan ở Suriname), hor fun, sar hor fun, v.v. Ngoài ra, sa hà phấn là thường được gọi đồng nghĩa là quả điều  (tiếng Trung: 粿條; bính âm: guǒtiáo; Bạch thoại tự: Kué-tiâu, trong tiếng Việt gọi là hủ tiếu), nghĩa đen là "dải bánh gạo". Các nước Đông Nam Á, nhất là người Malaysia gốc Hoa gọi là kway teow và người Thái gốc Hoa  gọi là guay dtiao (tiếng Thái: ก๋วยเตี๋ยว, phát âm tiếng Thái: [quẩy tiểu]).

## Nguồn gốc

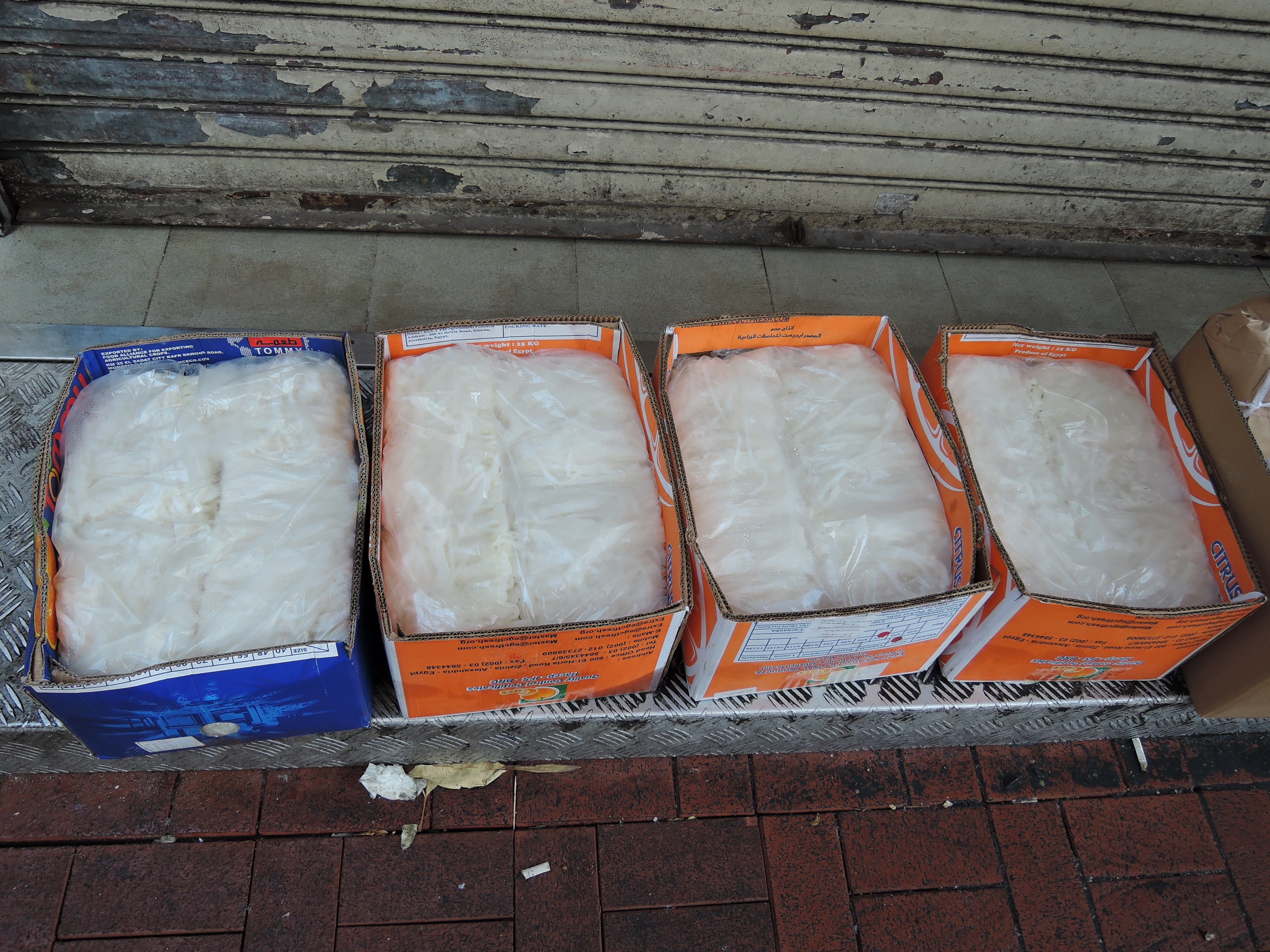
Thùng đựng bánh hủ tiếu tươi (sa hà phấn) bán tại một chợ phiên người Hoa, Malaysia